# Identitate albă
Identitatea albă este starea obiectivă sau subiectivă de a se percepe pe sine ca pe o persoană albă și în legătură cu faptul de a fi alb. Identitatea albă a fost cercetată prin date, prin sondaje, istoric și în științele sociale. Cu toate acestea, există poziții polarizate în mass-media și în mediul academic în ceea ce privește întrebarea dacă o identitate rasială albă pozitivă, care nu diminuează alte grupuri rasiale, este plauzibilă sau realizabilă în climatul politic al lumii occidentale. 

## Context
Istoricul David Roediger a subliniat modul în care lucrările, începând cu anii 1980, ale unor scriitori precum James Baldwin și Toni Morrison, au început să discute în mod explicit despre „complicațiile și costurile identității albe”.  
În 1999, Charles A. Gallagher de la Universitatea La Salle a afirmat că percepțiile privind un standard dublu rasial creează o „bază pentru o identitate albă bazată pe credința că albii sunt acum cei asediați”. Două decenii mai târziu, activista politică Leah Greenberg s-a referit la o „mișcare de nemulțumire a identității albe”. 

Un articol al New York Times din 2016, care descrie „o criză a identității albe”, a analizat unii dintre factorii interconectați politici, economici și culturali complecși implicați: 
 Lupta pentru identitatea albă nu este doar o problemă politică; este vorba despre „vechea poveste” de a te simți blocat în timp ce alții înaintează. Nu va exista probabil o revenire la albul dominației sociale și al identității naționale exclusive. Imigrația nu poate fi oprită fără a deteriora economiile națiunilor occidentale; imigranții care au ajuns deja nu pot fi expulzați în masă fără a provoca daune sociale și morale. Și celelalte grupuri care par a fi „tăiate pe linie” au de fapt o șansă la progres care le-a fost refuzată mult timp. 

### Administrația Trump și Partidul Republican
De la mijlocul anilor 2010, secțiuni de presă din Statele Unite au asociat din ce în ce mai mult identitatea albă cu apariția președintelui Donald Trump .  
The Guardian a semnalat numirea în 2016 a lui Steve Bannon în administrația Trump, în contextul în care site-ul său web a fost asociat cu grupările care au drept scop „păstrarea” identității albe. 
Într-o analiză internă a partidului, Jamil Smith a sugerat că sub administrația Trump "Republicanismul este acum inseparabil asociat cu corozivul concept al identității albe". În 2019, istoricul Nell Painter a replicat că Partidul Republican s-a dedicat de decenii identității albe, din vremea Strategiei Sudului.
În martie 2019, autorul atacului terorist din Christchurch, Noua Zeelandă a calificat alegerea președintelui american Donald Trump în 2016 „ca simbol al identității albe reînnoite și al scopului comun”.   
În iunie 2019, CNN a raportat modul în care apelurile mișcării identitare pentru a celebra identitatea albă au fost adesea însoțite de instigarea la violență împotriva minorităților non-albe. Brian Levin, profesor la Universitatea de Stat din California, San Bernardino, a descris promovarea identității albe și a poziției anti-imigrație ca o reambalare a supremației albe. Academicianul Eddie Glaude a propus în mod similar ca orice afirmare a identității albe să fie considerată o formă de suprematism rasial.

## Cercetarea academică
Lucrarea Dezvoltarea identității albe a profesorului Rita Hardiman din 1982 a fost realizată la Universitatea din Amherst din Massachusetts . Descris ca un „model de proces orientat spre descrierea conștiinței rasiale a americanilor albi ”, studiul a fost un precursor pentru modelele ulterioare de procese. 
În 1990, <i>Dezvoltarea identității rasiale albe</i> a lui Janet E. Helms a explorat percepțiile și autoidentificarea persoanelor albe. S-a considerat că Helms a reconturat unul dintre cele mai vechi modele care profilează o evoluție nerasistă a identității albe.                               În 1996, psihologii James Jones și Robert T. Carter au cercetat și au elaborat îndrumări cu privire la etapele psiologice implicate în realizarea „unei identități albe autentic neraciste”. 
Sondajele efectuate de Fondul Democrației în 2016, 2017 și 2018 au constatat că 9% dintre alegătorii lui Donald Trump care merg la biserică, au declarat identitatea albă drept „extrem de importantă pentru ei”, în timp ce până la 26%, care nu mergeau la biserică, au declarat la fel. Cercetătorul politolog Ashley Jardina a dezvăluit faptul că aproximativ 40% dintre albii din America își asumă un anumit grad de identitate albă. 
Politologul Christopher D. DeSante de la Indiana University a scris în 2019 lucrarea: Cum moderează empatia rasială identitatea albă și resentimentele rasiale. Modelul, analizat de Thomas B. Edsall, este conceput pentru a evalua identitatea albă în contextul resentimentelor și empatiei pentru non-albi. 